# Ángel Caballero
Ángel Óscar Caballero Curet (Santiago di Cuba, 23 novembre 1970) è un ex cestista cubano con cittadinanza portoricana.

## Carriera
Con Cuba ha disputato i Campionati mondiali del 1994 e sei edizioni dei Campionati americani (1989, 1992, 1993, 1995, 1997, 1999).